# Paul Emmanuel Legrand
Pour les articles homonymes, voir Legrand.
Paul Emmanuel Legrand (né à Vitry-sur-Seine le 16 août 1860, et mort à  Paris 17e, le 17 janvier 1947) est un peintre français.

## Œuvres
- Devant "le Rêve" (musée des beaux-arts de Nantes)[2]
- Rêverie au bord de l'eau (musée Charles de Bruyères de Remiremont)
- Le Blute-Fin ( musée de Montmartre, Paris)
- Femme au chien danois, huile sur toile, 200 x 135 cm, Gray (Haute-Saône), musée Baron-Martin

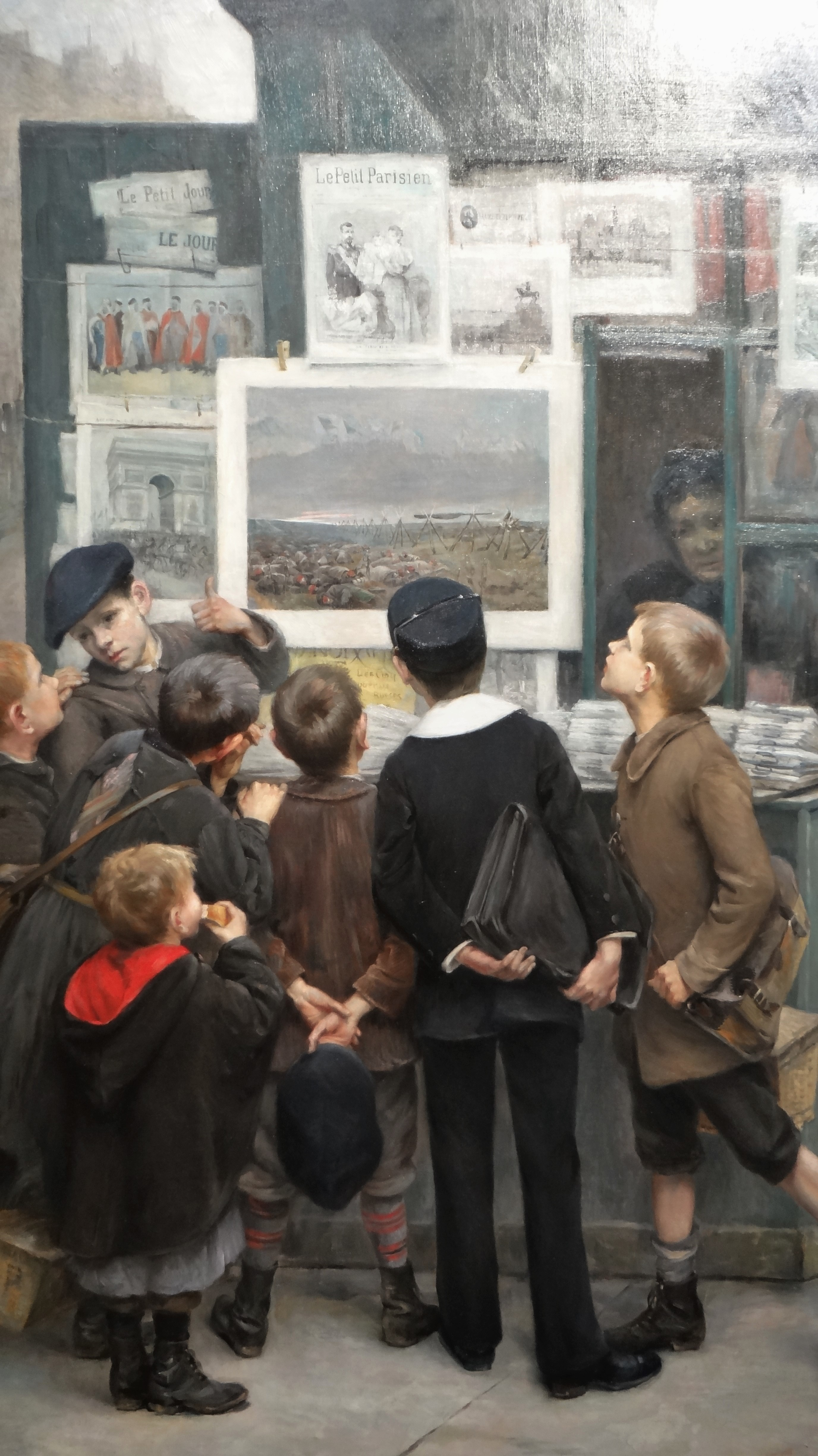
Devant "le Rêve".